# 小児二次救命処置
小児二次救命処置（しょうににじきゅうめいしょち、Pediatric Advanced Life Support、PALS）は、米国小児科学会と共同で開発された 2日間の米国心臓協会のトレーニングプログラム。
このコースの目的は、小児医療提供者が、重症の乳幼児や小児を効率的かつ効果的に管理するために必要な知識とスキルを身につけ、転帰を改善することにある。専門の医療提供者は、院内・院外を問わず、小児救急の安定化と搬送の段階で PALS を使用する。
心肺停止のリスクがある乳幼児や小児の診断と治療、具体的には下記のようなスキルを学ぶ。
- 小児の評価に対する体系的なアプローチ
- 効果的な呼吸管理
- 除細動と（同期）カルディオバージョン
- 骨髄内アクセスと輸液のボーラス投与
- 効果的な蘇生チームのダイナミクス